# Miscellanea Austriaca ad botanicam, chemiam, et historiam naturalem spectantia
Miscellanea Austriaca ad botanicam, chemiam, et historiam naturalem spectantia (abreujat Misc. Austriac.) és un llibre amb il·lustracions i descripcions botàniques que va ser escrit pel metge, biòleg i botànic holandès Nikolaus Joseph von Jacquin i publicat a Viena en dos volums en els anys 1778 a 1781.

## Publicació
- volum núm. 1, "1778" possiblement en el 1779;
- volum núm. 2, finals del 1781 o principis del 1782